# Bulnesia sarmientoi

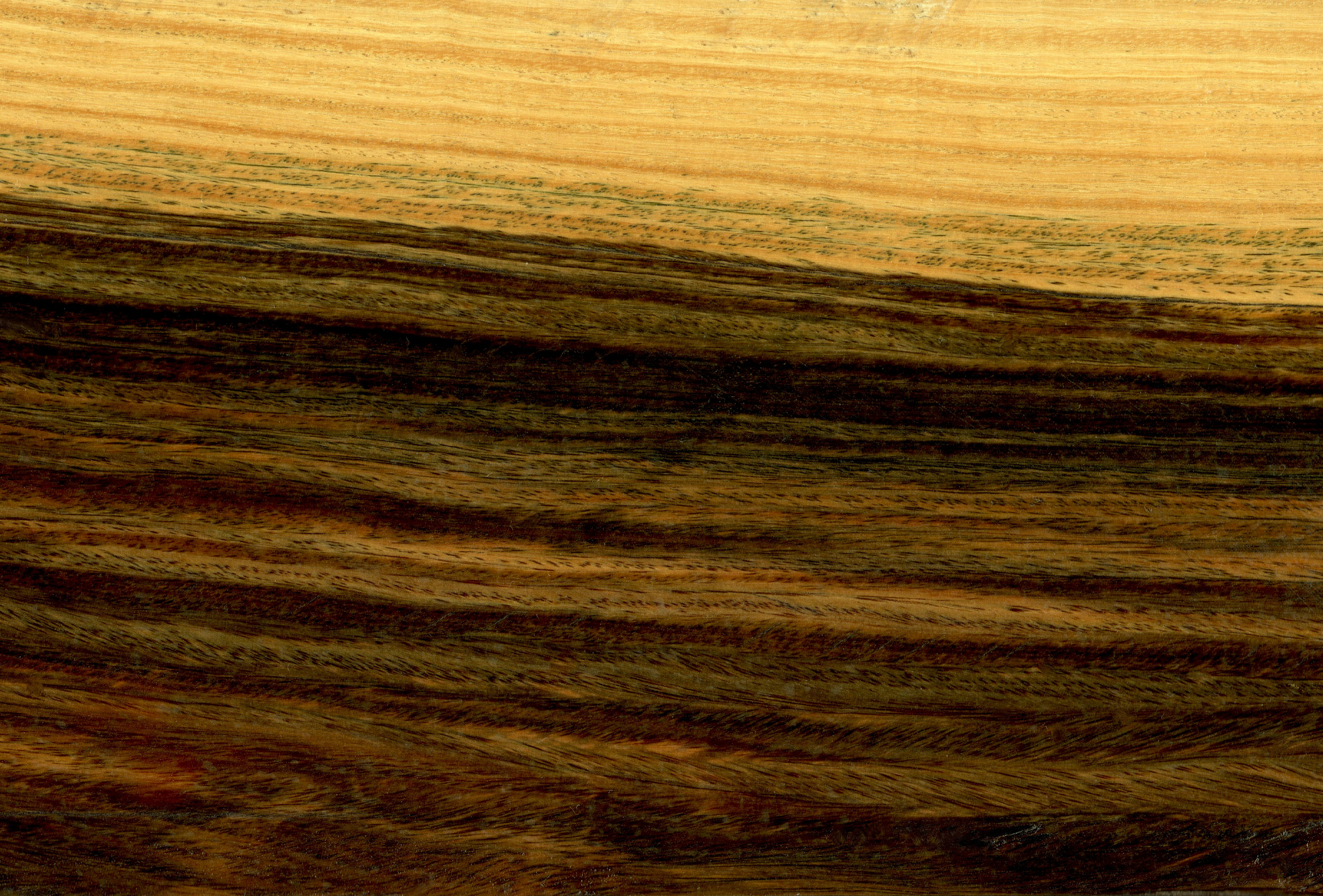
Древесина пало санто

Bulnesia sarmientoi — вид деревьев, произрастающих в части области Гран-Чако в Южной Америке в районе стыка аргентинской, боливийской и парагвайской границ.

## Названия
Обычно это дерево называют пало санто (исп. palo santo — святое дерево), кое-где его называют ибиокаи (исп. ibiocaí). На рынок его древесина обычно поступает под названием аргентинский бакаут (англ. Argentine lignum vitae), так как его свойства и использование схожи с гваяковым деревом из рода Guaiacum, дающим древесину, называемую по-русски бакаут (англ. lignum vitae). Иногда используется название парагвайский бакаут (англ. Paraguay lignum vitae).
Bulnesia sarmientoi родственно виду Bulnesia arborea, древесина которого обычно продаётся под названием веравуд (англ. verawood). Оба вида Bulnesia родственны настоящему гваяковому дереву.

## Древесина
Ядровая древесина бывает коричневой, чёрной и зелёной (от светло-оливкового зелёного до шоколадно-коричневого, поверхность свежей древесины часто становится тёмно-зелёной под воздействием света), с полосами. Заболонь обычно тонкая, светло-жёлтая. Плотность этой древесины колеблется от 920 до 1100 кг/м³.
Текстура древесины имеет очень выразительный полосатый рисунок, создаваемый расположенными в узких зонах разнонаправленными волокнами с переменным углом по отношению к сосудам.

## Использование
Устойчивая и прочная древесина пало санто применяется для изготовления столбов и опор. Кроме того, используется для гравировальных работ. Из древесины получают высококачественный уголь.
Пало санто ценится также за лечебные свойства. Индейцы региона Чако используют кору этого дерева при проблемах с желудком. Получаемые из древесины эфирные масла применяются для ухода за кожей.
Несмотря на свою плотность пало санто легко загорается и выделяет при горении приятный запах. Палочки из древесины используют в ароматерапии и как благовония.